# آستین کرایسک
 آستین کرایسک (انگلیسی: Austin Krajicek؛ زادهٔ ۱۶ ژوئن ۱۹۹۰) یک تنیس‌باز اهل ایالات متحده آمریکا است.